# Equinoxe Infinity
Equinoxe Infinity – album studyjny francuskiego muzyka, Jeana-Michela Jarre’a, wydany w 2018 przez Columbia Records. Stanowi kontynuację Équinoxe z 1978. Autorem grafiki na okładce, nawiązującej do oryginalnego projektu Michela Grangera, jest Filip Hodas.

## Lista utworów
Autorem wszystkich utworów jest Jean-Michel Jarre.
| Nr  | Tytuł utworu                             | Długość |
| --- | ---------------------------------------- | ------- |
| 1.  | „The Watchers (Movement 1)”              | 2:58    |
| 2.  | „Flying Totems (Movement 2)”             | 3:54    |
| 3.  | „Robots Don’t Cry (Movement 3)”          | 5:44    |
| 4.  | „All That You Leave Behind (Movement 4)” | 4:01    |
| 5.  | „If the Wind Could Speak (Movement 5)”   | 1:32    |
| 6.  | „Infinity (Movement 6)”                  | 4:14    |
| 7.  | „Machines are Learning (Movement 7)”     | 2:07    |
| 8.  | „The Opening (Movement 8)”               | 4:16    |
| 9.  | „Don’t Look Back (Movement 9)”           | 3:36    |
| 10. | „Equinoxe Infinity (Movement 10)”        | 7:33    |
|     |                                          | 39:55   |

## Osiągnięcia na listach przebojów
| Kraj            | Lista                   | Pozycja |
| --------------- | ----------------------- | ------- |
| Austria         | Ö3 Austria              | 31      |
| Belgia          | Ultratop Flandria       | 20      |
| Belgia          | Ultratop Walonia        | 17      |
| Czechy          | IFPI Czechy             | 49      |
| Finlandia       | Suomen virallinen lista | 17      |
| Francja         | SNEP                    | 20      |
| Hiszpania       | Promusicae              | 13      |
| Holandia        | Album Top 100           | 26      |
| Niemcy          | Offizielle Top 100      | 11      |
| Polska          | ZPAV                    | 14      |
| Szkocja         | OCC                     | 28      |
| Szwajcaria      | Schweizer Hitparade     | 15      |
| Węgry           | Mahasz                  | 25      |
| Wielka Brytania | OCC                     | 33      |
| Włochy          | FIMI                    | 84      |